# East Revoch Cairn
Der East Revoch Cairn, ehemals Scotts Tourie, ist ein wahrscheinlich bronzezeitlicher Cairn nördlich des gleichnamigen Bauernhofs in der schottischen Council Area East Renfrewshire. Er liegt auf einer Anhöhe etwa einen Kilometer südlich von Eaglesham. Seit 2011 ist der Cairn in den schottischen Denkmallisten als Scheduled Monument klassifiziert.

## Beschreibung
Cairns wurden in der Bronzezeit bis zur frühen Eisenzeit zwischen 3000 und 1000 v. Chr. angelegt. Wann der East Revoch Cairn errichtet wurde, ist nicht untersucht. Er gehört zu einer Gruppe ähnlicher Anlagen am Südostrand des Clydetals. Der East Revoch Cairn liegt auf der Kuppe einer leichten Anhöhe in 255 m Höhe. Es liegt ein Bericht aus dem Jahre 1856 vor, in welchem die weitgehende Zerstörung des Bauwerks im Jahre 1836 beschrieben ist. Damals sollen mehrere Urnen mit kalziniertem Knochenmaterial sowie einige Stäbe gefunden worden sein. Zu dieser Zeit wurde die Anlage noch als Tumulus bezeichnet.
Heute ist der East Revoch Cairn weitgehend zerstört. Seine Umrisse sind jedoch noch deutlich in der Landschaft zu erkennen. Der Durchmesser des Steinhügels wird je nach Quelle mit zwischen 25 m und 27 m angegeben. In der Mitte ist ein kleinerer Cairn mit einem Durchmesser von 2,5 m neueren Datums zu finden. Auf dem Gelände wurden in der Vergangenheit mehrere Höhlen gegraben. Auf einem nahezu würfelförmigen Stein mit einer Kantenlänge von rund einem Meter 65 m nördlich des Cairns sind Cup-and-Ring-Markierungen zu finden. Solche Steine sind in der Umgebung von Cairns häufig.